# In My Bed (canção de Sabrina Carpenter)
"In My Bed" é uma música da cantora americana Sabrina Carpenter de seu quarto álbum de estúdio Singular: Act II (2019), servindo como a faixa de abertura do álbum. Carpenter escreveu a música ao lado de Steph Jones e do produtor Mike Sabath. A Hollywood Records lançou a música como o terceiro single do Singular: Act II em 7 de junho de 2019, junto com a pré-venda do álbum.

## Antecedentes
Carpenter anunciou o lançamento da música junto com a revelação da lista de faixas de Singular: Act II. Quando perguntado sobre a música, Carpenter disse: "É um jogo inteligente de palavras, em vez de dizer: 'Estou pensando nisso'. A música é sobre um daqueles momentos em que a vida parece muito para lidar com isso e transformou em algo realmente divertido e vulnerável."
A música foi escrita em 2019 por Carpenter, Mike Sabath e Steph Jones. Foi produzido e mixado por Sabath e os vocais foram produzidos por Sabath e Jones. A música foi masterizada no Sterling Sound, em Nova York, por Chris Gehringer, com Will Quinnell atuando como assistente.

## Composição
"In My Bed" é uma música eletropop otimista com influências dance-pop. Ele tem um refrão com um ritmo inspirado no synth-pop.  Liricamente, a música é sobre como lidar quando a vida é muito para lidar.

## Videoclipe

### Antecedentes e lançamento
Um vídeo visual da música acompanhou o lançamento da música. Ele mostra imagens do photoshoot de Carpenter para as fotos promocionais da música. Carpenter confirmou que haverá um videoclipe oficial para a música via 'live Instagram em 6 de junho de 2019. Carpenter anunciou formalmente o vídeo via mídia social postando um vídeo ASMR que foi filmado enquanto ela filmava o videoclipe. No final do vídeo, Carpenter diz "Gostaria de solicitar uma música: "In My Bed", de Sabrina Carpenter e comentou dizendo "shhhh ... #inmybed videoclipe amanhã".
O videoclipe oficial da música estreou na revista online da Marie Claire em 28 de junho de 2019. Mais tarde naquele dia, foi postado nos canais Vevo e YouTube do Carpenter. O vídeo foi dirigido por Phillip R. Lopez e filmado em Toronto, Canadá, antes de Carpenter começar a filmar seu próximo filme, Work It.

### Sinopse
As imagens de vídeo devem refletir os pensamentos e a ansiedade avassaladores que muitos sentem hoje.

Carpenter discutindo o significado do videoclipe
O vídeo começa com Carpenter dormindo em uma cama. Ela então acorda e começa a levitar sobre a cama. Ela é vista em outra cama que fica em um quarto muito bagunçado. A mesma sala em que o vídeo ASMR foi filmado. Na sala bagunçada, ela é vista escovando os cabelos, andando, dançando e mexendo com vários itens da sala, incluindo uma lâmpada de lava e bichos de pelúcia. Então, quando o coro começa, Carpenter é visto com olhos arregalados e hipnose. Carpenter é então visto em um terno verde deitado no chão em três pontos individualmente. Ela é vista nos três lugares ao mesmo tempo em que há três dela. Depois disso, Carpenter está no mesmo terno verde, onde quatro dela estão em um sofá. A câmera então sai da cena do sofá para o quarto bagunçado, na forma de uma cena. Carpenter é mais uma vez vista com seus olhos hipnóticos. A câmera dá um zoom nos olhos de hipnose e um monte de cabeça de Carpenter é visto girando. A cena seguinte Carpenter é vista vestindo uma camisa de força branca em uma sala com um monte de fotos em preto e branco dela no passado. Carpenter é então visto na mesma sala onde vários médicos a avaliam. Mais tarde, ela é vista dançando com eles. A câmera entra em uma imagem na parte de trás da sala que mostra a sala em um horário diferente. Isso é feito várias vezes. O vídeo termina com Carpenter voltando para a cama que ela levitava no começo.

## Recepção critica
Rania Aniftos da Billboard descreveu como "colorido" e que "o espectador é transportado para um mundo hipnótico".

## Performances ao vivo
Carpenter estreou a música no Summer Concert Series do Good Morning America.

## Créditos e pessoal
Gravação e gerenciamento
- Masterizado em Sterling Sound (Nova York)

A Seven Summits Music (BMI) se isola e Pink Mic Music (BMI), Vistaville Music (ASCAP) se opõe, Steph Jones Who Music (ASCAP) e Big Deal Hits (ASCAP), Sony/ATV Ballad/Mike Sabath Songs (BMI)
Pessoal
- Sabrina Carpenter - vocal, compositora
- Steph Jones - composição, produção vocal
- Mike Sabath - composição, produção, mixagem, produção vocal
- Chris Gehringer - masterização
- Will Quinnell - assistente

Créditos retirados das notas iniciais do Singular: Act II.

## Históricos de lançamentos
| Região | Data               | Formato(s)       | Gravadora |
| ------ | ------------------ | ---------------- | --------- |
| Mundo  | 7 de junho de 2019 | Download digital | Hollywood |